# Karen Gallardo
Pour les articles homonymes, voir Gallardo.
Karen Pamela Gallardo Pinto (née le 6 mars 1984 à Valdivia) est une athlète chilienne, spécialiste du lancer du disque.

## Biographie
Karen Gallardo participe aux Jeux olympiques de 2012, mais est éliminée dès les qualifications avec un jet à 60,09 m, qui constitue sa meilleure performance de la saison.
En 2015 elle bat son record national avec 61,10 m réalisés à Castellón, ce qui la qualifie pour les Jeux olympiques de 2016 à Rio de Janeiro.

## Palmarès
| Date | Compétition                    | Lieu                 | Résultat | Marque  |
| ---- | ------------------------------ | -------------------- | -------- | ------- |
| 2006 | Championnats d'Amérique du Sud | Tunja                | 3e       | 48,75 m |
| 2008 | Championnats ibéro-américains  | Iquique              | 2e       | 53,10 m |
| 2009 | Championnats d'Amérique du Sud | Lima                 | 2e       | 55,91 m |
| 2010 | Championnats ibéro-américains  | San Fernando         | 4e       | 54,30 m |
| 2011 | Championnats d'Amérique du Sud | Buenos Aires         | 2e       | 54,91 m |
| 2011 | Jeux panaméricains             | Guadalajara          | 5e       | 57,17 m |
| 2012 | Championnats ibéro-américains  | Barquisimeto         | 3e       | 57,40 m |
| 2013 | Championnats d'Amérique du Sud | Carthagène des Indes | 3e       | 57,04 m |
| 2014 | Championnats ibéro-américains  | São Paulo            | 1re      | 59,66 m |
| 2016 | Championnats ibéro-américains  | Rio de Janeiro       | 2e       | 58,84 m |
| 2017 | Championnats d'Amérique du Sud | Luque                | 3e       | 59,73 m |
| 2021 | Championnats d'Amérique du Sud | Guayaquil            | 2e       | 58,20 m |
| 2022 | Championnats ibéro-américains  | La Nucia             | 2e       | 59,39 m |
| 2023 | Championnats d'Amérique du Sud | São Paulo            | 2e       | 59,92 m |

## Records
| Épreuve          | Marque       | Lieu      | Date        |
| ---------------- | ------------ | --------- | ----------- |
| Lancer du disque | 61,10 m (NR) | Castellón | 2 août 2015 |